# Hjälsta församling
Hjälsta församling var en församling i Uppsala stift och i Enköpings kommun i Uppsala län. Församlingen uppgick 2010 i Lagunda församling.

## Administrativ historik
Församlingen har medeltida ursprung. 
Församlingen utgjorde under medeltiden ett eget pastorat för att därefter till 1 maj 1867 vara annexförsamling i pastoratet Fittja och Hjälsta. Från 1 maj 1867 till 1962 var församlingen moderförsamling i Hjälstaholms pastorat som omfattade församlingarna Hjälsta, Fittja, Holm och Kulla. Från 1962 till 2010 var den annexförsamling i Gryta pastorat. Församlingen uppgick 2010 i Lagunda församling.

## Kyrkor
- Hjälsta kyrka